# Bandar Seri Begawan
Bandar Seri Begawan (malajsky: Bandar Seri Begawan) je hlavní město Bruneje. V roce 1991 zde žilo 46 229 obyvatel. V roce 2019 jich zde žilo zhruba 100 700.

## Přírodní podmínky
Bandar Seri Begawan se nachází na severním pobřeží ostrova Borneo při ústí řeky Sungai Brunei do Brunejské zátoky, součásti Jihočínského moře. Hladina této řeky při úrovni moře je také nejnižším bodem města, průměrná výška města se pak pohybuje okolo 10 m. Průměrná denní teplota nedosahuje v průběhu roku příliš velkých rozdílů, v lednu činí 25 °C, v červenci pak 25 °C. V lednu spadne přibližně 110 mm dešťových srážek, v červenci 320 mm, v nejdeštivějším říjnu pak 470 mm srážek.

## Historie města
Bandar Seri Begawan se hlavním městem sultanátu stal už v roce 1405, kdy si jej zakladatel říše, Awang Alak Betar, který později přijal islám a jméno Muhammad, zvolil za své sídlo. Tento zlatý věk sultanátu trval až do 17. století. V tomto století poté nastal úpadek, který byl zapříčiněn jednak vnitřním bojem o nástupnictví, jednak rostoucím vlivem evropských kolonizátorů, kteří se zde však objevili již v 16. století. Jako první Evropané sem připluli Španělé, které od roku 1578 území včetně města okupovali. V roce 1839 na ostrov připlul anglický dobrodruh James Brooke. V roce 1841 mu sultán Bruneje daroval území Sarawak, pomohl totiž potlačování povstání v témž roce. Brooke tak založil tzv. dynastii „bílých rádžů“, panovníci této dynastie v britské kolonii vládli až do roku 1946. V roce 1906 se skutečným vládcem sultanátu stal britský rezident, který měl funkci sultánova poradce. V období 2. světové války došlo k velkému poškození města japonskými vojáky. Po válce však došlo k jeho znovuvybudování, jeho správa jako správa celého sultanátu přešla pod guvernéra území Sarawak. Od roku 1959 správa země přešla pod vysokého komisaře. V roce 1962 došlo v celé Bruneji k vojenskému povstání, cílem bylo vyhlášení nezávislosti. Povstání však bylo potlačeno a sultán vyhlásil výjimečný stav, který v zemi trvá dodnes. Teprve 1. ledna 1984 se Brunej stala úplně nezávislou a Bandar Seri Begawan si i nadále uchoval status hlavního města.

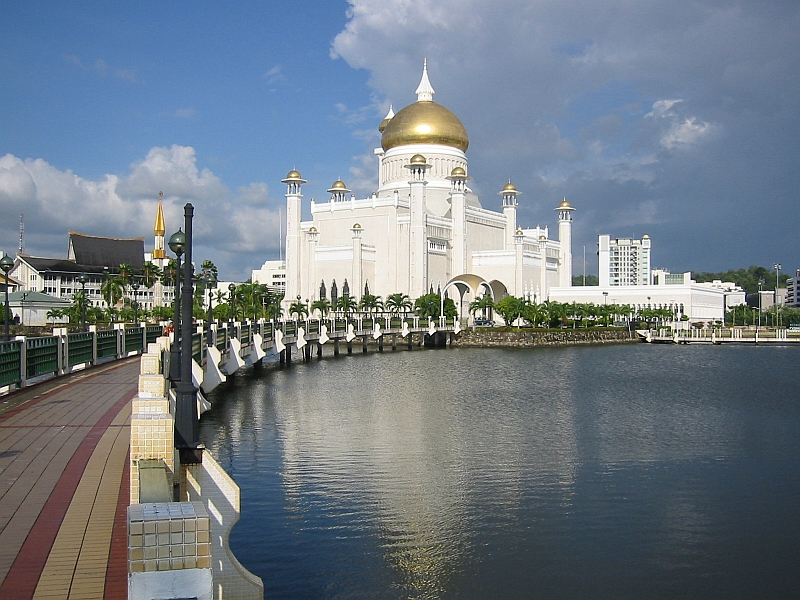
Mešita v Bandar Seri Begawanu

## Zajímavá místa
Bandar Seri Begawan je poměrně moderní město, po jeho zničení během Druhé světové války došlo k jeho znovuvybudování. Ve městě se nachází Muzeum Winstona Churchilla, které dokumentuje historii města od 19. století, před samotnou budovou se nachází Churchillova socha. Pod muzeum spadá také mořské akvárium Hassanala Bolkiaha. Poslední pozůstatky původní výstavby města jsou zachovány ve skanzenu Kampong Parit, který se nachází ve vzdálenosti 25 km od samotného Bandar Seri Begawanu. Ukázky uměleckých řemesel se nacházejí v Muzeu malajské technologie, dalším muzeem je Brunei Museum, mezi jehož sbírky patří cenné exponáty lidové kultury a čínské keramiky. Ve městě se nachází také nový královský palác a na břehu umělé laguny došlo k postavení největší mešity na Dálném východě, jmenuje se Sultan Omar Ali Saiffudin, její kopule je zlatá, její minaret ční do výše 44 m. Na břehu řeky odpočívá ve své hrobce 5. sultán říše, Bolkiah. Zajímavým místem je Wasai Kandal, jedná se o tropickou džungli, která se nachází ve vzdálenosti asi 10 km od samotné metropole. Nedaleko leží také chráněná oblast Berakas.

### Důležité instituce
Ve městě se nachází také řada důležitých institucí:
- sídlo sultána
- sídlo státní rady
- sídlo náboženské rady
- sídlo rady ministrů a vlády
- sídlo nástupnické a zákonodárné (Majlis Masyaurat Negeri) rady (dvě různé instituce)

## Název města
Současný název města se používá od roku 1970, kdy byl tehdejší Brunei Town přejmenován na Bandar Seri Begawan na počest odstupujícího sultána Omara (abdikoval v roce 1967), který přijal titul Seri Begawan.

## Partnerská města
- Jakarta, Indonésie
- Nanking, Čína
- Gíza, Egypt